# Зайцев, Александр Николаевич (политик)
Александр Николаевич Зайцев (Род. 20 апреля 1953 года в городе Москве, СССР) — российский политический деятель, депутат Государственной Думы ФС РФ первого созыва (1993—1995).

## Биография
В 1975 году получил высшее педагогическое образование по специальности «историк» в Московском государственном педагогическом институте. Работал преподавателем обществоведения и истории. Служил в Вооружённых силах.
В 1993 году избран депутатом Государственной думы Федерального Собрания Российской Федерации первого созыва. В Государственной думе был членом комитета по бюджету, налогам, банкам и финансам, входил во фракцию КПРФ.
С 1996 года работает во Всероссийском союзе предпринимателей малого и среднего бизнеса в должности заместителя председателя совета.

## Награды
Медаль «За боевые заслуги»